# 小行星25369
小行星25369（25369 Dawndonovan）是一颗绕太阳运转的小行星，为主小行星带小行星。该小行星于1999年10月发现。

## 轨道参数
小行星25369的轨道半长轴为336 212 072 km，2.2474069 UA，离心率为0.127。